# 크리스틴 존스턴
크리스틴 존스턴(Kristen Johnston, 1967년 9월 20일 ~ )은 미국의 배우이다.

## 출연 작품
- 고인돌가족 플린스톤2